# Leo Spitzer

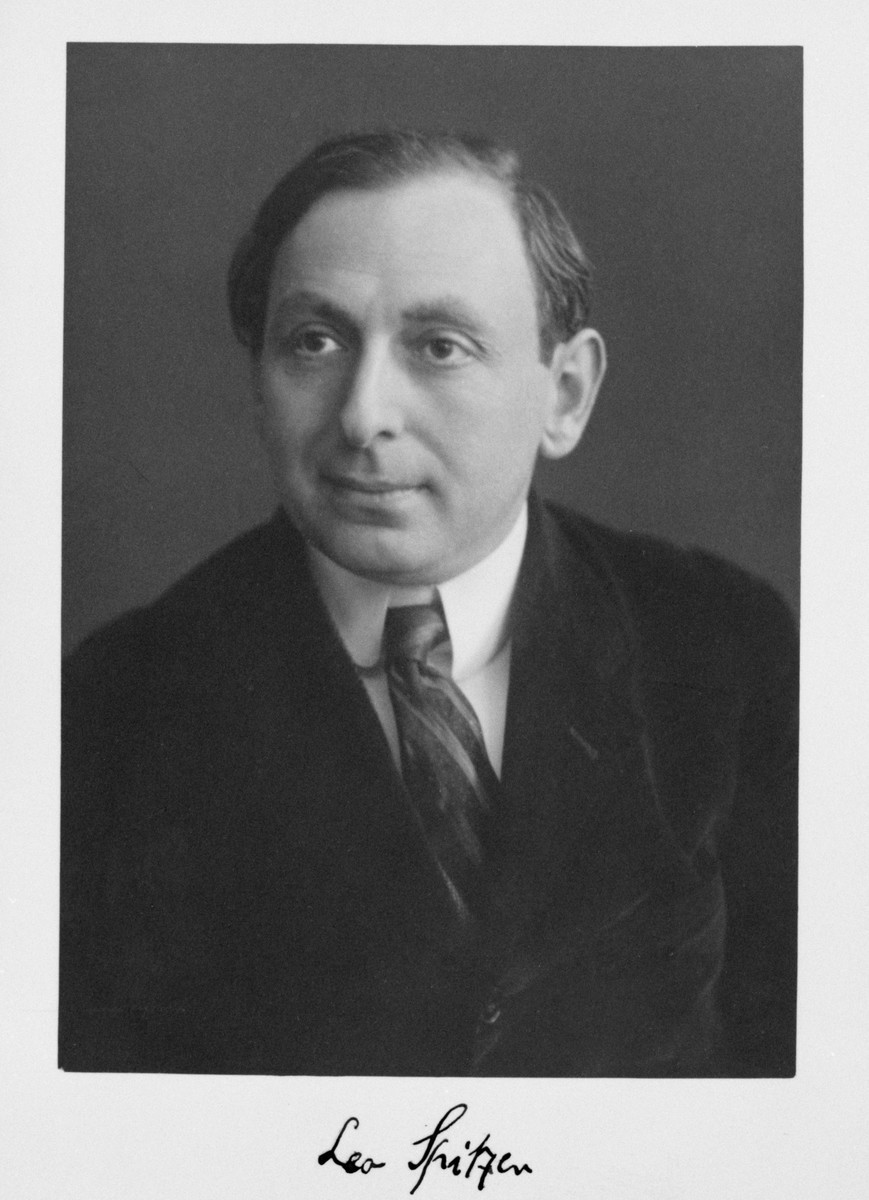
Leo Spitzer

Siegfried Leo Spitzer (Wenen, 7 februari 1887 - Forte dei Marmi (Italië), 16 september 1960) was een Oostenrijks-Amerikaans romanist en literatuurwetenschapper.

## Leven
Spitzer deed in 1906 eindexamen aan het Franz-Joseph-Gymnasium te Wenen, waarna hij aan de Universiteit van Wenen romaanse filologie ging studeren bij Wilhelm Meyer-Lübke, een studie die hij in 1910 afsloot met een proefschrift over Rabelais. Van 1910-1912 verbleef hij te Parijs en Leipzig om colleges over de geschiedenis van het Frans en Indoeuropese taalkunde te volgen. Daarna verbleef hij een jaar in Italië om het land en de taal te leren kennen. Op 4 maart 1913 verkreeg hij zijn Habilitation (bevoegdheid om aan de universiteti te doceren) voor romaanse filologie, middels een geschrift over de Franse dialect-uitdrukkingen voor het 'slaan van noten uit een boom'. Van 1915 bis 1918 moest hij in militaire dienst; hij werd te werk getseld bij de afdeling die uitgaande post censureerde. Hij maakte van de situatie gebruik door de taal te bestuderen die door Italiaanse krijgsgevangenen werd gebruikt op hun ansichtkaarten naar huis, en ook specifiek door te letten op hun omschrijvingen van het begrip 'honger' (dit woord zelf mochten zij niet gebruiken). Hieruit kwamen twee werken voort over het dagelijks taalgebruik van Italianen
In 1918 volgde Spitzer zijn leermeester Meyer-Lübke naar Bonn, waar hij als privaat-docent wel colleges mocht geven, maar geen officiële positie verkreeg, hetgeen hij weet aan zijn Joods zijn. Eindelijk kreeg hij 1925 een hoogleraarspositie in Marburg. In 1930 keerde hij terug naar Bonn voor een officiële positie bij de faculteit der romaanse talen. Hier was o.a. Raymond Aron zijn leerling. Hij was hier betrokken bij de oprichting van het Portugiesisch-Brasilianischen Institut. in 1932. April 1933 werd hij echter op grond van het Berufsbeamtengesetz ontslagen door het recent aan de macht gekomen nazi-regime.
Snel na ditgedwongen vertrek werd Spitzer hoogleraar in Istanboel. In 1936 vertrok hij naar Amerika, waar hij aan de Johns Hopkins University in Baltimore werd aangesteld, en waar hij bleef tot aan zijn emeritaat in 1956. Hij klaagde aanvankelijk over een geestelijk isolement, maar zijn Engelstalige publicaties trokken toch meer en meer de aandacht. Onder andere zijn lezing uit 1948 American Advertising Explained as Popular Art droeg hieraan bij.
De laatste jaren van zijn leven was Spitzer vaak in Italië, waar hij in 1960 ook overleed (aan een hartaanval).

## Werk
Spitzer heeft zich ontwikkeld van romaans filoloog tot algemeen stijlcriticus en literatuurwetenschapper. Aanvankelijk was hij zuiver taalkundig bezig, en deed veel aan etymologie. Van deze positivistische benadering (alleen binnen de taal kijkend naar veranderingen), die hij bij Meyer-Lübke had opgedaan, ging hij meer en meer over naar een 'idealistische' benadering, waarbij de taal meer als menselijk uitdrukking wordt gezien dan als mededeling. Van 1912-1927 correspondeerde Spitzer met Hugo Schuchardt, een romanist/taalkundige die andere opvattingen dan Meyer-Lübke huldigde: hij wilde de taalkunde niet, als de Junggramatiker, zoveel mogelijk als een natuurwetenschap beschouwen, omdat hier niet slechts mechanische klankwetten actief zijn, maar ook sociale, menselijke factoren een rol spelen. Naast Schuchardt waren ook Karl Vossler en Benedetto Croce van invloed op Spitzers stijlopvattingen. Methode ist Erlebnis werd een motto van Spizer: eerst de indruk ondergaan (beleven) die het gelezen werk maakt, en van daaruit tot een (persoonlijke) interpretatie van het kunstwerk als geheel komen.

## Publicaties[4]
- 1910: Die Wortbildung als stilistisches Mittel exemplifiziert an Rabelais. Nebst einem Anhang über die Wortbildung bei Balzac in seinem "Contes Drolatiques". Proefschrift.
- 1912: Die namengebung bei neuen Kulturpflanzen im Französischen : dialektfranzösisch Echaler "Nüsse Abschlagen". Habilitationsschrift.
- 1918: Aufsätze zur romanischen Syntax und Stilistik.
- 1918: Fremdwörterhatz und Fremdvölkerhaß. Eine Streitschrift gegen die Sprachreinigung.
- 1918: Uber einige Wörter der Liebessprache. Vier Aufsätze..
- 1920: Studien zu Henri Barbusse.
- 1920: Die Umschreibungen des Begriffes Hunger im Italienischen : stilistisch-onomasiologische Studie auf Grund von unveröffentlichem Zensurmaterial.
- 1921: Lexikalisches aus dem Katalanischen und den übrigen iberomanischen Sprachen.
- 1921: Über die Ausbildung von Gegensinn in der Wortbildung. In: Beiträge zur romanischen Wortbildungslehre.
- 1921: Italienische Kriegsgefangenenbriefe. Materialien zu einer Charakteristik der volkstümlichen italienischen Korrespondenz.
- 1922: Italienische Umgangssprache.
- 1922: Hugo Schuchardt-Brevier uitgegeven door Spitzer. Hierin o.a. Schuchardts Über die Lautgesetze: Gegen die Junggrammatiker, dat grote invloed op Spitzer had.
- 1928: Stilstudien.
- 1929: Meisterwerke der romanischen Sprachwissenschaft (uitgegeven door Spitzer).
- 1931: Romanische Stil-und Literaturstudien.
- 1948: Linguistics and Literary History.
- 1948: Essays in historical semantics.
- 1949: A Method of Interpreting Literature.
- 1959: Romanische Literaturstudien.
- 1962: Essays on English and American Literature. Postuum door Anna Hatcher uitgegeven verzameling essays, m.n. over Engelse en Amerikaanse poëzie.
- 1963: Classical and Christian Ideas of World Harmony: Prolegomena to an Interpretation of the Word "Stimmung".
- 2006: Leo Spitzers Briefe an Hugo Schuchardt. Herausgegeven und eingeleitet von Bernhard Hurch. Bevat brieven uit de periode 1912-1927 (toen Schuchardt overleed), vooral brieven van Spitzer, die van Schuchardt zijn grotendeels verloren gegaan.